# 沙堡足球會
沙堡足球會（英語：Sable FC） 是位于喀麦隆巴蒂埃的职业足球俱乐部，球队的主体育场为巴蒂埃市立体育场。

## 球队荣誉
- 喀麦隆足球甲级联赛: 1次

1999年

## 外部連結
- Sable FC